# Manuel de Paiva
Manuel de Paiva SJ (Aguada de Baixo, Águeda, Coimbra, 1508 - Vitória, 21 de dezembro de 1584) foi um sacerdote da Companhia de Jesus responsável pela primeira missa na cidade de São Paulo, pela fundação de Guarulhos e pela catequese em Vitória.

## Biografia
Manuel de Paiva foi primo de João Ramalho, português que vivia entre os índios tupiniquins liderados por Tibiriçá. Foi ordenado presbítero diocesano em Coimbra, em meados da década de 1530 e 1540, e ingressou na Companhia de Jesus em 18 de janeiro de 1548. Sua viagem ao Brasil ocorreu em 1550, na armada do fidalgo português Simão da Gama de Andrade junto dos jesuítas Salvador Rodrigues, Francisco Pires e Afonso Brás e alguns órfãos, no segundo grupo de Jesuítas. Pouco depois de sua chegada exerceu a função de superior do Colégio da Bahia quando da viagem de padre Manuel da Nóbrega a Pernambuco.

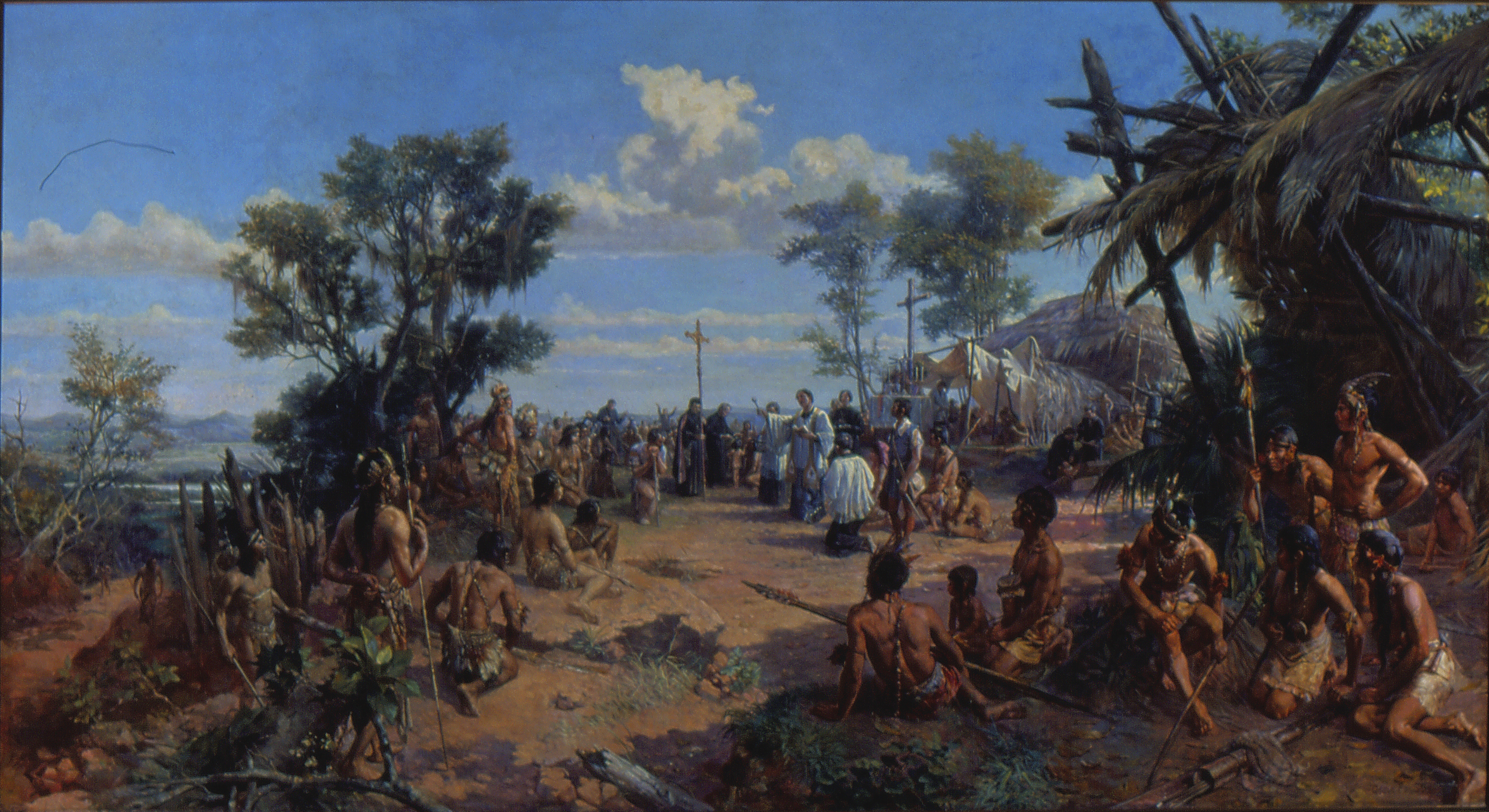
Fundação da Cidade de São Paulo, com Nóbrega comandando a missa, Anchieta e Paiva ao fundo. Pintura de Oscar Pereira da Silva, de 1909. Acervo do Museu do Ipiranga.

Em 25 de janeiro de 1554 Manuel de Paiva, obedecendo ordens do padre Manuel da Nóbrega, realizou a primeira missa no colégio jesuíta erguida no Planalto de Piratininga na presença de 11 ou 12 jesuítas. A data comemora a conversão de Paulo de Tarso ao cristianismo, desta forma o planalto recebeu o nome de São Paulo de Piratininga.

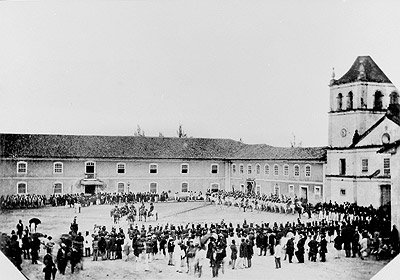
Pátio do Colégio, em São Paulo, fundado por Nóbrega, Anchieta, Paiva e Brás em 1554. Fotografia de Militão Augusto de Azevedo, em 1862. Ponto de origem da expansão territorial e da colonização do interior do país, e hoje a maior cidade do Hemisfério Sul e a quinta maior cidade do mundo.

Paiva foi também o fundador da cidade de Guarulhos, ocorrido em 8 de dezembro de 1560, com o nome de Nossa Senhora da Conceição, em um local até então habitado pelos índios Guarus, da tribo dos Guaianases.

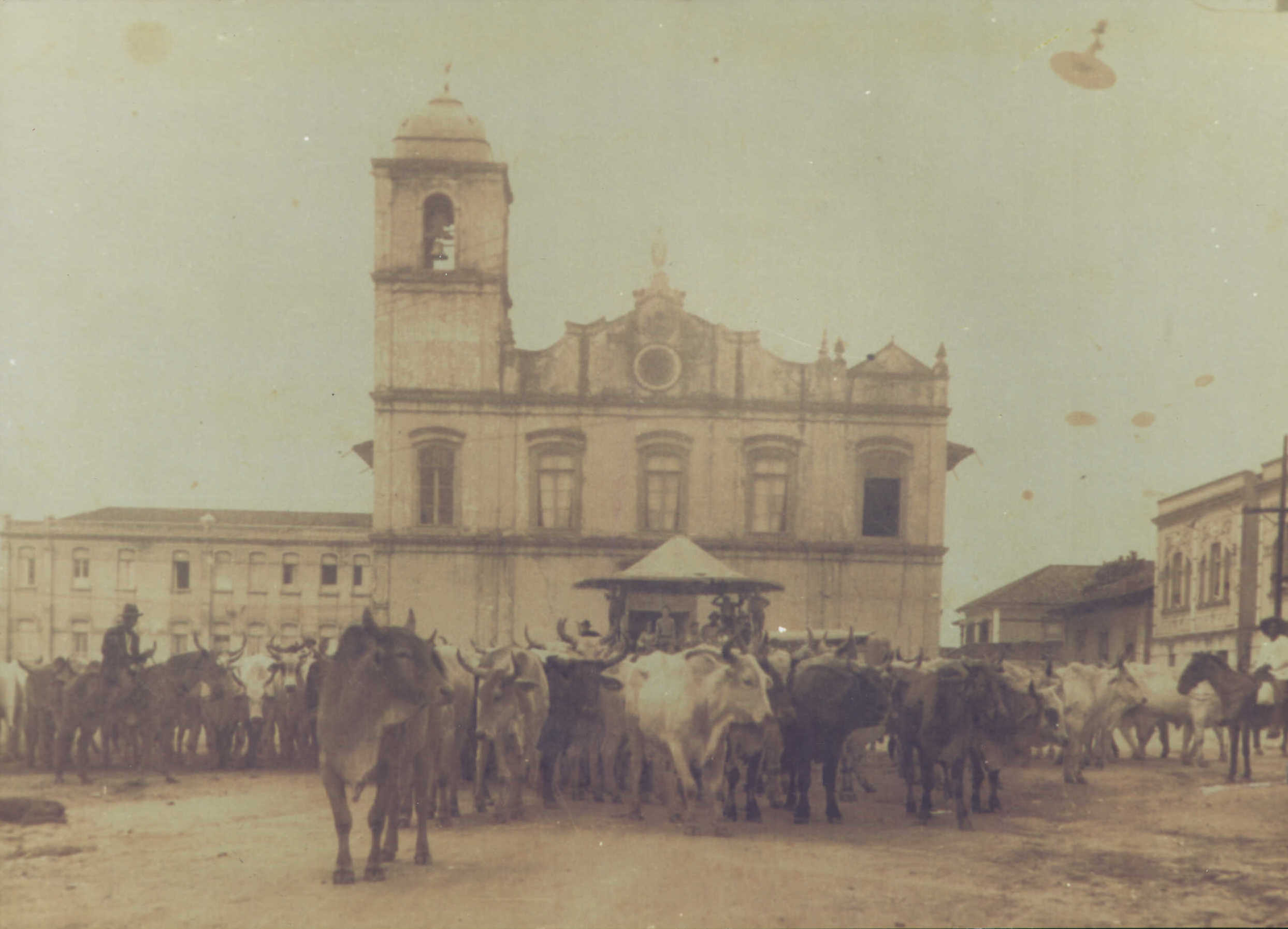
Catedral Nossa Senhora da Conceição, fundada por Manuel de Paiva, em Guarulhos.

Junto de Diogo Jacome e Pedro da Costa, Paiva foi enviado para a capitania do Espírito Santo, onde chegaram em janeiro de 1564. Durante três anos foi superior dos jesuítas no Espírito Santo, substituindo o padre Braz Lourenço. Manuel de Paiva também foi reitor da Casa de Espírito Santo. 
Padre Manuel de Paiva morreu aos 76 anos em 21 de dezembro de 1584 em decorrência da varíola, após alguns meses de enfermidade, tendo sido sepultado em Vitória.

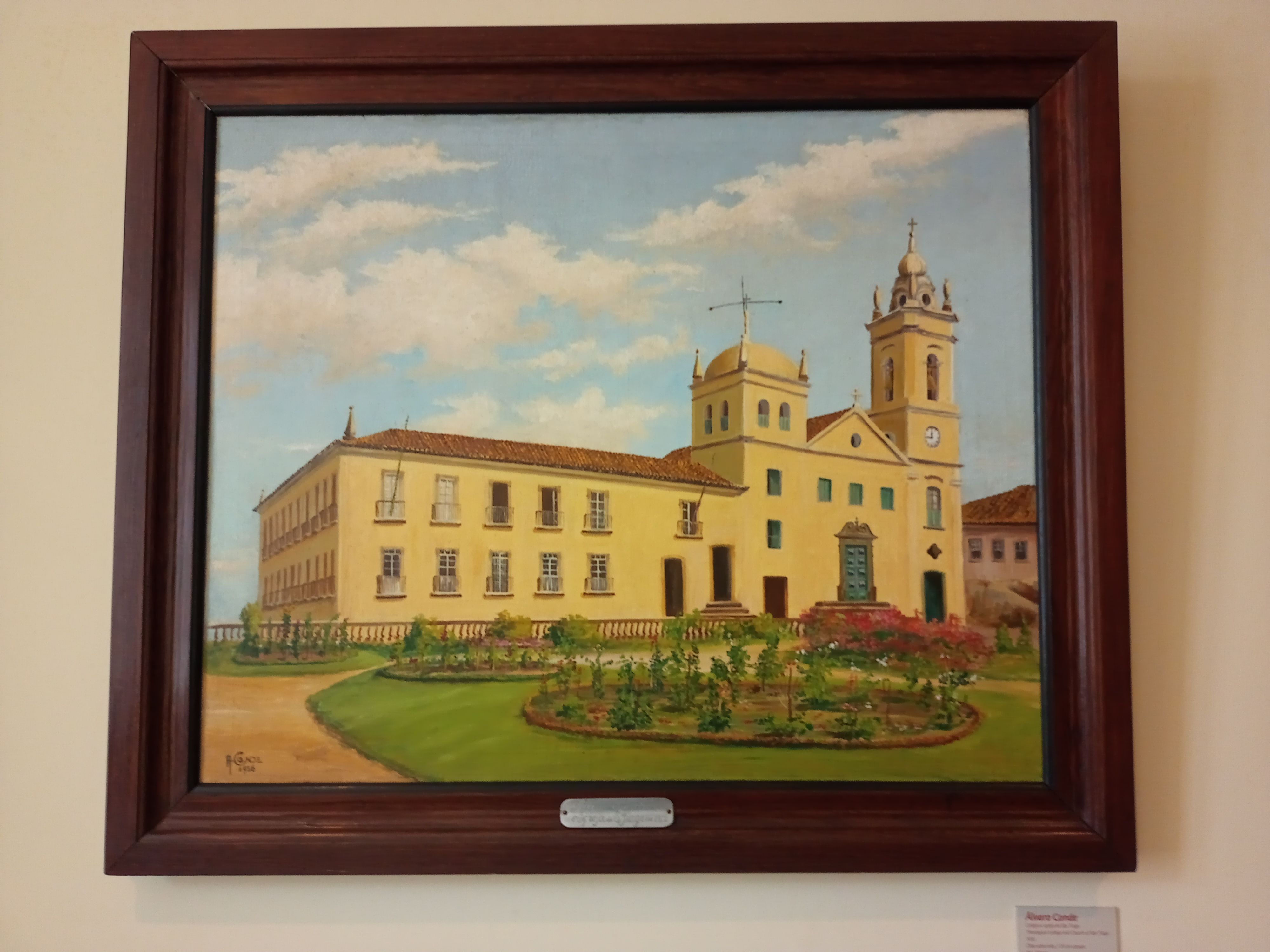
Fundada pelo padre Afonso Brás em 1551, a antiga Igreja de São Tiago e Colégio dos Jesuítas de Vitória, no Espírito Santo, em 1912, onde o padre Manuel de Paiva viveu e morreu. Atual Palácio Anchieta, sede do governo capixaba. Pintura de 1956, acervo do palácio.